# Olga Janina
Olga Janina (ou Olga von Janina, ou encore Olga de Janina), de son vrai nom Zelińska, après son premier mariage Piasecka, après son deuxième mariage Cezano, et après son troisième mariage Vulliet, née le 17 mai 1845 à Lvov (Empire d'Autriche) et morte le 13 juillet 1914 à Paris XIVe, est une pianiste autrichienne d'origine polonaise. Elle est la fille de Ludwik Zieliński (ru) et la sœur de Władysław (pl) et Jarosław Zieliński.

## Biographie

### Enfance et jeunesse
Enfant, elle étudie avec Vilém Blodek, qui est le professeur de musique à domicile des Zieliński entre 1853 et 1855. En 1863, elle épouse Karol Piasecki de la noble famille Piasecki (armoiries Janina (en)). Le mariage est un échec, mais Olga Piasecka a pris le nom des armoiries de son mari comme pseudonyme. En 1865, accompagnée de sa mère, elle se rend à Paris, où elle prend pendant un an des cours de piano auprès d'Henri Herz et fait ses débuts sur scène, exécutant avec efficacité une fantaisie de son professeur sur des thèmes de L'Africaine de Meyerbeer. En 1866, de retour à Lvov, elle poursuit ses études sous la direction de Karol Mikuli. En 1869, elle arrive à Rome pour étudier avec Franz Liszt, faisant immédiatement preuve d'un tempérament excentrique : la pianiste de 24 ans porte un costume d'homme, fume des cigares, consomme de l'opium, garde un pistolet sur elle, se fait appeler « comtesse cosaque » et, se mordant les ongles jusqu'au sang, laisse des taches de sang sur les touches.

### Relation avec Franz Liszt
À l'automne 1870, à l'invitation de Liszt, elle participe au Festival Beethoven de Weimar. Puis elle a essayé de commencer une carrière de concertiste, d'abord en Russie, puis aux États-Unis, où elle est arrivée avec un exemplaire des Technische Studien de Liszt pour les remettre à l'éditeur Julius Schuberth (de). Cependant, elle dépense les mille dollars reçus de Schuberth, et perd le troisième volume. De retour en Europe, en novembre 1871, elle retrouve Liszt à Budapest et menace de lui tirer dessus, puis de s'empoisonner. Après cela, elle se rend à Paris, où elle exécute des œuvres de Liszt en concert et donne des conférences sur lui. En 1874, sous le pseudonyme de Robert Franz, choisi pour offenser le compositeur du même nom, également proche de Liszt, elle publie le roman Souvenirs d'une cosaque, décrivant l'histoire de sa relation avec Liszt, qui apparaît dans le livre comme « l'Abbé X », comme une histoire d'amour mutuel et passionné. La même année, elle publie anonymement son deuxième roman, Souvenirs d'un pianiste), sous forme de réponse de Liszt au premier livre. En 1875 sortent deux livres attribués à Sylvia Zorelli, une amie fictive de l'héroïne des deux premiers livres (Les Amours d'une cosaque, par un ami de l'Abbé "X" et Le Roman du pianiste et de la cosaque). Enfin, en 1876 elle publie Lettres d’un excentrique, à nouveau signé par Robert Franz. De nombreux détails biographiques de la vie d'Olga Zelińska, racontés dans ces livres, sont absolument fantastiques : il est allégué, par exemple, que pendant ses études au Conservatoire de Kiev (qui n'avait pas encore ouvert à cette époque), la jeune pianiste, qui vivait avec un tigre apprivoisé, avait dû quitter le conservatoire lorsque ce tigre avait tué l'un de ses chefs. Tous ces livres, qui jouissaient d'une popularité assez large, causèrent bien des ennuis à Liszt et à son entourage ; néanmoins, selon les mémoires de l'étudiante de Liszt, Lina Schmalhausen, Liszt disait déjà en 1886 : « Elle n'était pas mauvaise, juste déséquilibrée. Et, à mon avis, elle était  talentueuse ».

### Vie adulte
En 1881, Olga Janina épouse le poète et journaliste Paul Cézano (ru) et s'installe avec lui en Suisse dans la ville de Lancy. Au cours des quatre années suivantes, elle se produit en concert en Suisse, à Marseille, Londres, Berlin et Leipzig, où elle est présentée comme la pianiste russe Olga Lvovna Cézano (selon les critiques, « elle n'atteint pas les sommets d'Esipova, mais c'est une très bonne pianiste, dont la technique mérite le respect »). En 1886, avec Carl-Henri Richter (1852-1905), elle fonde l'Académie de musique de Genève et, à des fins publicitaires, invite Hans von Bülow à y donner une classe de maître. Un an plus tard, elle quitte l'académie, annonçant l'ouverture de sa propre École supérieure de piano et d'harmonie. Après la mort de Cézano (1887), elle se remarie avec un gynécologue suisse, professeur à l'Université de Genève, François Vulliet (ru). Elle continue à se produire sporadiquement, notamment le 12 juin 1891, où elle donne un concert à Londres (selon le critique du Musical Times, elle s'est avérée être « une interprète de calibre moyen tout au plus, bien que, selon les rumeurs, jouissant d'une solide réputation sur le continent », bien que d'autres critiques soient plus favorables). Le 5 mai 1894, elle donne un concert à Paris, entièrement consacré aux œuvres de Johannes Brahms (le Quatuor Parent y participe également) ; Hugues Imbert parle avec enthousiasme du « tempérament masculin » de la pianiste.
Après la mort de son mari en 1896, Olga s'installe dans le sud de la France. Revenue ensuite à Paris, elle y meurt le 13 juillet 1914 dans le quartier d'artistes au 8, Villa Brune où elle demeurait. C'est sous un dernier pseudonyme, celui de Nikto, qu'est enregistré son décès et qu'elle est ensuite incinérée au cimetière du Père-Lachaise le 16 juillet 1914, avant le transfert de ses cendres dans la commune de Montrouge.

## Mémoire
Iakov Milstein (ru) dit d'Olga Janina et de sa mythomanie qu'« on ne devrait peut-être pas les mentionner dans des études sérieuses sur Liszt », et que les auteurs qui le font agissent « la plupart du temps pour des raisons d'ordre sensationnel, typiques d'une certaine littérature biographique bourgeoise contemporaine ».
Le livre Les Amours d'une cosaque a été réédité en 1987 sous le titre Les Amours de Liszt et de la Cosaque, toujours comme une mystification (l'auteur du livre était Anton Knepp, prétendument un prêtre qui a confessé Liszt avant sa mort) . Les Lettres d’un excentrique ont été republiées en 2017.